# Отлу бурун
Скалното светилище Отлу бурун се намира на 2 km югоизточно от село Храброво (Община Балчик) в едноименната местност.
Местността Отлу бурун (в превод от турски – „Селищен нос") представлява скалист полуостров, разположен между почти отвесния южен склон на Добруджанското плато и неголям дол, приток на Батовска река. Полуостровът е с издължена езиковидна форма и се простира на дължина повече от 500 m при почти равномерна ширина от около 100 m. Теренът е плосък, каменист и обезлесен, като на югоизток тънкият почвеният слой изтънява в отделни сектори и на повърхността на места се показва материковата скала.
В най-източната част на местност все още се различават незначителни руини от древно укрепление. Към средата на 1960-те години крепостните зидове са били почти напълно унищожени в резултат от системно разграбване на строителния материал от местното население. Обитаваната територия в древността се е простирала в западна посока далеч извън укрепеното ядро. Съществуват данни за няколко намерени фрагмента тракийска керамика, които се тълкуват като свидетелство, че на мястото е имало селище и в предримската епоха. Укреплението е имало приблизително триъгълен план а площта му не е надхвърляла 5 дка.

## Откритие
Скалното светилище е открито през април месец 1990 година, когато българският археолог Сергей Торбатов при редовно теренно проучване попада на разчистен от иманяри участък в северния ъгъл на укрепената територия, където е разкрит жлеб със специфична конфигурация, изсечен в предварително подготвена и подравнена скална площадка, край самия ръб на скалния венец.

## Описание и особености
Дължината на жлеба е 3.83 m и е ориентиран в посока север-юг, като северният му край достига самия ръб на скалата. В своята средна част жлебът има трапецовидно сечение и равно дъно. Дълбочината му при идеалната среда е 0.25 m, а ширината – 0.16 m при основата и 0.23 m в горната част. На 0.90 m от двата края на жлеба дъното му плавно се стеснява и спуска надолу, така че в най-северната и най-южната си точка жлебът придобива вече триъгълно сечение, а дълбочината му достига 0.40 m. Напречно на южния край, между жлеба и ръба на скалата от изток, е прорязан отвесен канал с ширина едва около 0.05 m, чиято дълбочина съответства на тази в края на жлеба.
При теренното проучване Сергей Торбатов съобщава, че теренът в северното подножие на площадката е прекопан до материковата скала от иманяри, а насипът изобилства от керамични фрагменти произхождат от груби дебелостенни съдове с датировка в раната и късната Желязна епоха, но без възможност за точна характеристика по вид.
В непосредствена близост до югоизточния ъгъл на укреплението в скалната площадка е вкопан втори жлеб. Подобно на жлебът в северния сектор на укреплението и този се отличава с извънредно прецизна изработка. Издълбан в предварително подготвена площадка край самия ръб на скалата. По цялата си дължина от 3,80 m той е с почти триъгълно сечение. Дълбочината му възлиза на 0.25 m, при равномерна ширина от 0.18 m. Според Торбатов в древността жлебът е бил ориентиран точно изток-запад. Незначително отклонение на югоизток се дължи на пропукване и частично отцепване на част от скалния венец в по-ново време.

## Находки
Една от важните находки открити при скалното светилище е дръжка от глинен съд с шликована и отчасти излъскана светлокафява повърхност. Артефактът е бил част от голяма купа с профилиран навътре устиен ръб. Дръжките от този вид и възникването им се свързва с влиянието на микенския култ към двойните брадви. Разпространението на купите с подобни дръжки е засвидетелствано в ареала на много култури от късната Бронзова епоха в Карпато-дунавския регион, но най-вече на територията на Югоизточна Мутения и Централна северна България.

## Исторически контекст и датиране
Според Торбатов по вид, размери и теренна ситуация, както и според събрания археологически материал, обектът следва да бъде причислен към паметниците с религиозно-култов характер на мегалитната култура в Древна Тракия. По всяка вероятност светилището при Отлу борун е било свързано със соларния култ. С възникването и функционирането му са свързани най-ранните фази от обитаването на скалистия полуостров. Наличният археологически материал свидетелства, че светилището е започнало да функционира в късната Бронзова епоха, а отсъствието на находки в културния пласт датиращ след I хил. пр. Хр. се интерпретира като знак за преустановяване на религиозните обреди в този времеви период и прекратяване на функционирането му. Този факт е в пълно съответствие с археологически установената депопулация и замиране на живота в днешна Добруджа късната Елинистическа епоха.
Светилището при Отлу борун е археологически обект от особен научен интерес за изследването на тракийската мегалитна култура в Южна Добруджа, което според Торбатов уверено може да бъде проследено в началото на късната Бронзова епоха.